# Thomas Aastrup Rømer
Thomas Aastrup Rømer er seniorrådgiver ved Tænketanken Prospekt. Han blev student fra Risskov Amtsgymnasium i 1982, er uddannet i statskundskab og filosofi fra Aarhus Universitet og siden Ph.d. i læringsteori fra Aalborg Universitet. Var seminarielektor fra 1994-2008 ved Peter Sabroe Seminariet i Århus og lektor i pædagogisk filosofi ved Aarhus Universitet fra 2008-2023.

## Kritik og virke
Aastrup Rømer gjorde sig bemærket som en af de få kritikere fra universitetssiden op imod OK13 og siden lærerlockouten i 2013. Han drev en blog på Folkeskolen.dk fra 2009-2012, der nåede et bredt publikum. Siden har han engageret sig i andre uddannelsespolitiske diskussioner, f.eks. om gymnasiepolitik og universitetsreformer.
Rømer har oparbejdet et stort forfatterskab vedrørende pædagogiske og uddannelsespolitiske emner, heriblandt bøgerne "Pædagogikkens to verdener" og "Skolens formål - dannelse, splittelse og uniformativering". Desuden har han sammen med professor Svend Brinkmann og professor Lene Tanggaard redigeret fire antologier, "Uren pædagogik 1-3" og "Sidste chance - nye perspektiver på dannelse".
Rømers arbejde er inspireret bredt af den pædagogiske tradition, herunder af Hannah Arendt, Grundtvigianisme, reformpædagogik samt af britisk og tysk dannelsesteori.
Han har også, under overskriften "biostat", kritiseret Corona-nedlukningen for at være en forskydning i forfatningens essens i en udemokratisk retning.
Thomas Aastrup Rømer har modtaget tre priser: Holger Prisen i 2010, Nordic Educational Research Association (NERA)’s Ahlström-pris i 2019 og Trykkefrihedsselskabets Sappho-pris i 2023.

## Bogudgivelser
- At lære noget i en verden uden gelænder, Danmarks Pædagogiske Universitetsforlag, 2005.
- Uddannelse i spænding, Klim, Aarhus 2010.
- Sammen med Svend Brinkmann og Lene Tanggaard (red.): Uren pædagogik 1-3. Klim,  2011, 2014 og 2017, og Sidste chance - nye perspektiver på dannelse, Klim, 2021.
- Krisen i dansk pædagogik - en upraktisk blog, Fjordager, 2013.
- Pædagogikkens to verdener. Aalborg Universitetsforlag, 2015, 575 sider.
- Pædagogiske landskaber, Fjordager 2015.
- Færgen, Fjordager, 2016 (skønlitteratur).
- Ballade i pædagogikkens forsamlingshus, Fjordager, 2017.
- FAQ om dannelse, Hans Reitzels Forlag, 2019.
- Den store nedlukning - dagbog fra biostatens første år, U Press, Kbh. 2021.
- Skolens formål - dannelse, splittelse og uniformativering, Klim, Aarhus 2022.
- I skolereformens kølvand - kritik, justering og forstærkning, Fjordager 2023.
- Universitetet og dets fjender - om livet på Aarhus Universitet og DPU, Klim, 2024.
- Pædagogikkens to verdener - 2. reviderede udgave, Aalborg Universitetsforlag, 2024.

## Eksterne referencer
- Interviews med Thomas Aastrup Rømer: "Foredrag m.m.".